# Arthur Lamothe
Arthur Lamothe (* 7. Dezember 1928 in Saint-Mont, Frankreich; † 18. September 2013) war ein französisch-kanadischer Filmregisseur und Filmproduzent.

## Leben und Werk
Arthur Lamothe wurde 1928 in Saint-Mont im französischen Département Gers geboren. 1953 wanderte er nach Kanada aus und bekam augenblicklich einen Job als Holzfäller. Sein erster Film Bûcherons de la Manouane von 1962, den er zusammen mit Bernard Gosselin und Guy Borremans realisierte, handelt über ein Holzfällercamp. Verbunden mit dem National Film Board of Canada ist Lamothe seit Ende der 50er Jahre als Rechercheur und Drehbuchautor.
Von 1954 bis 1958 studierte Lamothe Wirtschaftswissenschaften an der Universität Montreal, um nach dem Studienabschluss bis 1961 für Radio-Canada zu schreiben. 1962 schrieb er das Drehbuch Dimanche d’Amérique, welches von seinem langjährigen Freund und Kollegen Gilles Carle verfilmt wurde. Lamothe gründete 1965 eine eigene Filmproduktionsgesellschaft, die Société générale cinématographique.
Lamothe war Dozent an dem Collège Sainte-Marie de Montréal, der École normale Jacques-Cartier Montréal, Cégep du Vieux Montréal, Université du Québec à Chicoutimi und der Université de Montréal.
Neben zahlreichen Dokumentarfilmen drehte er mehrere Spielfilme.
Bekannt geworden ist Lamothe mit anspruchsvollen Dokumentationen über Kanadas First Nations. Zwischen 1974 und 1984 drehte er 13 Fernsehfilme, zu denen Carcajou et le péril blanc und La terre de l'homme gehören. Mémoire battante (1983) und Le silence des fusils (1996) sind eindrucksvolle Beispiele des Ethnologischen Films.

## Auszeichnungen
- 1975: Prix L.-E.-Ouimet-Molson
- 1980: Prix Albert-Tessier[6]
- 1995: Order of Canada[7]
- 1996: Ordre des Arts et des Lettres
- 1999: Chevalier de Ordre national du Québec